# Demonax brachychona
Demonax brachychona är en ringmaskart som först beskrevs av Jean Louis René Antoine Édouard Claparède 1870. Enligt Catalogue of Life ingår Demonax brachychona i släktet Demonax och familjen Sabellidae, men enligt Dyntaxa är tillhörigheten istället släktet Parasabella och familjen Sabellariidae. Arten har ej påträffats i Sverige. Inga underarter finns listade i Catalogue of Life.